# 少弐頼尚
少弐 頼尚（しょうに よりひさ/よりなお）は、南北朝時代から室町時代にかけての武将。少弐氏6代当主。

## 生涯
元弘3年（1333年）、鎌倉幕府討幕運動である元弘の乱が起こると賛同し、父・少弐貞経に従って九州における北条氏勢力であった博多の鎮西探題北条英時を滅ぼす。建武元年（1334年）、鎌倉幕府滅亡後に後醍醐天皇の建武の新政が始まる。同年春、北条の残党の豊前守護の糸田義貞、肥後守護の規矩高政が反乱を起こす。頼尚は、規矩高政を、大友貞載が糸田義貞を鎮圧した。
建武2年に足利尊氏が建武政権と対立して、翌年に足利尊氏が九州へ落ち延びてくると頼尚は尊氏を迎えるために赤間関へ赴くが、その最中に宮方に属した菊池武敏、阿蘇惟直に大宰府（有智山城）を攻められ父・貞経が戦死する。
建武3年（1336年）、頼尚は足利勢と共に筑前国多々良浜の戦い（福岡市東区）で菊池氏らを撃破する。再び京都を目指す尊氏に従い、湊川の戦いで戦う。その後、畿内まで従軍する。足利尊氏が建武式目制定する際、頼尚は具申者の一人に名を連ねる。頼尚は恩賞として筑前国、豊前国、肥後国、対馬国などの守護職を与えられる。
尊氏が九州に残した一色範氏を九州探題、肥前守護に任命したことで、少弐氏は尊氏に反感をもったと思われる。足利家で尊氏と弟の足利直義が対立した観応の擾乱が発生し、正平4年/貞和5年（1349年）に直義の養子・直冬が九州へ逃れると頼尚は娘を娶せて直冬を擁立し、九州における足利勢力である九州探題の一色範氏と争うが、直冬が没落したために領地の大半は没収される。
さらにそれより以前に南朝は後醍醐天皇の皇子である懐良親王を征西将軍として九州へ派遣し、忽名氏や谷山氏等の支援のもと島津氏を撃破した懐良は南九州へ入り菊池氏に迎えられていた。頼尚は今度は南朝と同盟し一色氏と交戦する。
正平10年/文和4年（1355年）、一色範氏が九州から撤退し、共通の敵がいなくなると南朝勢力と再び敵対した。正平14年/延文4年（1359年）には大友氏時や宇都宮冬綱らと共に、菊池武光ら南朝方と筑後川の戦い（大保原合戦）で戦うも敗れ、 正平16年/延文6年・康安元年（1361年）には頼尚は大宰府有智山城を追われた。
正平17年/貞治元年（1362年）に長者原の戦いに敗れて、正平22年/貞治6年（1367年）に頼尚は隠居して、上京。
建徳2年/応安4年（1371年）12月24日、京都で死去。享年78。